# Ceratomyxa hopkinsi
Ceratomyxa hopkinsi is een microscopische parasiet uit de familie Ceratomyxidae. Ceratomyxa hopkinsi werd in 1929 beschreven door Jameson. 